# مخاطيات البطن
مخاطيات البطن (الاسم العلمي:Myxogastria) هي طائفة، في شعبة أميبيات.

## الطويئفات
طويئفات هذه الطائفة:
- كود سباركل
- تحديث القائمة

رتبة:Echinosteliales 
اسم علمي: Echinosteliales

رتبة:Echinosteliida 
اسم علمي: Echinosteliida

رتبة:Liceida 
اسم علمي: Liceida

طويئفة:Myxogastromycetidae 
اسم علمي: Myxogastromycetidae

رتبة:Physarales 
اسم علمي: Physarales

رتبة:Physarida 
اسم علمي: Physarida

رتبة:Stemonitida 
اسم علمي: Stemonitida
Stemonitidales

رتبة:Trichiida 
اسم علمي: Trichiida